# Logistikbrigade 1 (Bundeswehr)
Logistikbrigade 1 war die Bezeichnung für zwei Logistikbrigaden der Bundeswehr.
Die erste Logistikbrigade 1 mit Stabssitz in Lingen war Teil des Heeres. Sie stand zwischen 1993 und 2003 in Dienst. Die zweite Logistikbrigade 1 mit Stabssitz in Delmenhorst war Teil der Streitkräftebasis. Sie war zwischen 2006 und 2015 aktiv.

## Geschichte

### Geschichte der ersten Logistikbrigade 1

#### Vorgeschichte
Nach Ende des Ost-West Konflikts wurde die Struktur der Logistiktruppen zur Einnahme der Heeresstruktur V bzw. V (N) geändert. Ein Großteil der Nachschub- und Instandsetzungstruppe im westdeutschen Feld- und Territorialheer war bisher auf oberster Ebene in Nachschub-, Instandsetzungs- und Versorgungskommandos gegliedert. Die westdeutschen Korps führten als Korpstruppen die Nachschub- und Instandsetzungskommandos. Analog führten die Territorialkommandos ebenfalls mindestens ein direkt unterstelltes Versorgungskommando, die jeweils Instandsetzung und Nachschub in einem Verband vereinten.
In der neuen Struktur wurde die Masse der oben aufgezählten Truppenteile der Logistikkräfte des Feld- und Territorialheers – soweit diese nicht außer Dienst gestellt wurden – in neu aufgestellten Logistikbrigaden zusammengefasst. Nach ähnlichem Prinzip erfolgte die Aufstellung der Sanitätsbrigaden und Führungsunterstützungsbrigaden bei den Korps. Diese fusionierten Großverbände neuen Typs vereinten Truppenteile und Aufgaben des bisherigen Feld- und Territorialheeres. Erst im Verteidigungsfall wären die Verbände voraussichtlich wieder getrennt worden. Vorgesehen war, jedem der drei geplanten Korps/Territorialkommandos jeweils eine Logistikbrigade zu unterstellen. Entsprechend erfolgte die Nummerierung der neu aufzustellenden Logistikbrigaden:
- Logistikbrigade 1 für das geplante I. Korps/Territorialkommando Nord
- Logistikbrigade 2 für das geplante II. Korps/Territorialkommando Süd
- Logistikbrigade 4 für das nach der Wiedervereinigung in Ostdeutschland neu aufgestellte IV. Korps/Territorialkommando Ost, das zunächst als Korps/Territorialkommando Ost bezeichnet wurde. Entsprechend wurde die Logistikbrigade 4 zunächst als Logistikbrigade Ost bezeichnet.[A 1]

Letztlich kam es nicht zu der Aufstellung der fusionierten Korps/Territorialkommandos in Westdeutschland. An der Aufstellung der Logistikbrigaden bei den Korps bzw. beim Korps/Territorialkommando Ost hielt man jedoch fest.

#### Aufstellung
Die Logistikbrigade 1 wurde 1993 in Lingen aufgestellt. Zur Aufstellung wurden einige der Truppenteile, Teile des Personal und Materials der etwa zeitgleich aufgelösten norddeutschen Logistikverbände Nachschubkommando 1, Instandsetzungskommando 1 und Versorgungskommandos 600 und Versorgungskommandos 800 herangezogen. Insbesondere der ebenfalls in Lingen beheimatete Stab des Versorgungskommandos 800 bildete die Keimzelle zur Aufstellung der Logistikbrigade 1. Die Logistikbrigade 1 war zunächst dem I. Korps unterstellt und wechselte bis 1996 zum Heeresunterstützungskommando. 2002 wurde die Logistikbrigade dem Heeresführungskommando unterstellt.

#### Auflösung
Die Logistikbrigade wurde bis 2003 aufgelöst. Teile wurden zur Aufstellung der Logistikbrigade 100 verwendet, die im Heer auf oberster Ebene einige der Logistikaufgaben im Bereich Norddeutschland von der Logistikbrigade 1 übernahm.

### Geschichte der zweiten Logistikbrigade 1
Die zweite Logistikbrigade 1 Stabssitz in Delmenhorst war Teil des Wehrbereichskommandos 1 der Streitkräftebasis. Sie wurde 2006 aufgestellt und 2015 außer Dienst gestellt.

## Kommandeure
- 1994 – 1996: Richard Bulheller

## Verbandsabzeichen

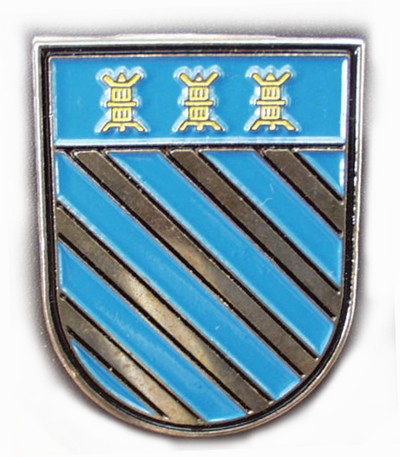
Internes Verbandsabzeichen des Stabes/Stabskompanie der ersten Logistikbrigade 1

### Verbandsabzeichen der ersten Logistikbrigade 1
Die Logistikbrigade führte anders als die meisten anderen Brigaden des Heeres kein eigenes Verbandsabzeichen. Die Soldaten trugen daher das Verbandsabzeichen des übergeordneten Großverbandes.
Als „Abzeichen“ wurde daher unpräzise manchmal das interne Verbandsabzeichen des Stabes und der Stabskompanie „pars pro toto“ für die gesamte Logistikbrigade genutzt. Es zeigte ähnlich wie im Lingener Stadtwappen drei Türme. Die Farbe des Schildes entsprach der blauen Waffenfarbe der Heereslogistiktruppen . Insgesamt ähnelte das interne Verbandsabzeichen sehr dem internen Verbandsabzeichen des Stab des Vorgängers Versorgungskommandos 800 mit Stabssitz ebenfalls in Lingen.

### Verbandsabzeichen der zweiten Logistikbrigade 1
Das interne Verbandsabzeichen der zweiten Logistikbrigade war viergeteilt. Es zeigte ähnlich wie im Delmenhorster Stadtwappen einen Turm vor einem Wellenband, ein Wikingerschiff ähnlich dem internen Verbandsabzeichen des Wehrbereichskommandos I, das Barettabzeichen der Nachschubtruppe auf blau-weißen Diagonalstreifen wie im internen Verbandsabzeichen des Stabes der ersten Logistikbrigade 1 und einen geflügelten Anker als freie Interpretation eines Flügelstabes mit gekreuzten Säbeln.